# 渡辺長武
渡辺 長武（わたなべ おさむ、1940年10月21日 - 2022年10月1日）は、日本のレスリング選手。1964年東京オリンピックレスリングフリースタイルフェザー級金メダリスト。北海道上川郡和寒町出身。「アニマル」の異名を持つ。
日本レスリング史上最強と言われる選手のひとり。

## 経歴・人物
石材商の家に生まれ育ち、幼少時には石の積み卸しの手伝いをしたという。父は草相撲の力士も務め、渡辺の名前を「武運長久」から命名したが、渡辺の幼少時に過労からリウマチを発症して病床に伏した。その後は母が豆腐店を始め、豆を石臼で挽くことが渡辺の日課となった。これで腕力が鍛えられたという。
力士に憧れがあったが体格が小さかったため、体重制のレスリングに着目して北海道士別高等学校時代に取り組み始める。1956年メルボルンオリンピックで、比較的近くの増毛町出身の池田三男が金メダルを獲得したことも刺激になり、「世界一」を目指すようになる。レスリング部の指導教師は中央大学出身で、その指導メニューをそのまま持ち込んだ。トレーニングは厳しかったが、おかげで中央大学進学後の練習が苦にならなかったという。
1960年に中央大学に進学。1年生当時は上級生の世話のため試合にはほとんど出られなかった。監督で1952年ヘルシンキオリンピック金メダリストの石井庄八は門限破りに罰を与える「スパルタ指導」をしたが、渡辺は「やることをしっかりやりさえすれば、門限は別に破ってもいいではないか」と考えたと述べている。
1961年ソ連・欧州遠征の全勝を皮切りに1962年の全米オープン選手権、世界選手権、アジア大会、1963年の日ソ対抗戦、世界選手権、マンチェスター国際大会、1964年のソ連・東欧遠征と無敗の快進撃を続けた。その強さを“アニマル”、技の正確さを“スイス・ウォッチ”と評された。「アニマル」のあだ名は特別参加した1963年の全米選手権に6試合連続フォール勝ちを収め（トータルでも10分以内という）、アメリカのマスコミに（人間ではないという意味で）「ワイルド・アニマル」と呼ばれたことが発端という。「スイス・ウォッチ」は1963年の世界選手権後に付けられた。
1964年東京オリンピックに際しては、石井庄八から「就職のことは俺に任せて、今はレスリングに専念しろ」との言葉があり、大学卒業後就職しないまま臨んだ。日本アマチュアレスリング協会会長の八田一朗からは「おまえは負けたら絞首刑だ」と脅されたが、渡辺は負けることは全く念頭になかったと後年語っている。
渡辺は全試合1ポイントも許さずにフォール勝ちで見事に金メダルを獲得、世界選手権と合わせ3年連続世界一の偉業を達成した。渡辺がこの間にマークした「186連勝」はギネスブックにも掲載された。
東京五輪終了後の11月1日に電通に就職し、当初は営業局中央部で読売新聞を担当した。八田からは自衛隊に進んで1968年メキシコシティーオリンピックを狙えと言われたものの、石井は「オリンピックは2度もやる必要はない。終わったら、あとは仕事をしろ」とアドバイスし、石井が勤める（その縁で学生時代からアルバイトをしていた）電通に入ることになった。のち、新聞雑誌局に配属される。就職とともにレスリングは引退したが、激務による安定しない日常生活が続いたことで、節制の理由づけとして1971年の全日本社会人レスリング選手権大会への出場を決意し、現役時代より1階級上のライト級で優勝を達成した。
20年勤務したが、電通での生活に見切りを付け、スポーツ用品会社の役員に誘われたのを機に退社。しかしこの会社の業績が低迷し、次には自らイベント会社を起こしたがこれもうまくいかずに自宅や家庭（妻との間に2女）を失う。
再起を期して1987年の全日本社会人レスリング選手権に24年ぶりとなる1988年ソウルオリンピックへの出場を賭けて出場したが準々決勝で敗れ、ここで連勝記録が「189」で止まった。出場前に病院で検査を受けると頸椎に損傷があり、医師からは「無茶をするとあんたは死ぬよ」と言われたものの、「死んでもかまわない」という覚悟で試合に臨んだという。
その後再婚し、60代までマスターズの試合に出場、2003年にはマスターズレスリング世界選手権で優勝している。この間、1992年の第16回参議院議員通常選挙に中松義郎が結党した「発明政治」の公認、1995年の第17回参議院議員通常選挙にさわやか新党の公認でそれぞれ比例区から立候補したが、落選した。
2004年、「スポーツ振興」の分野で紫綬褒章を受章した。大相撲の大鵬幸喜と同時の受章で、渡辺はそれを非常に喜んだという。
2010年、苫小牧市長選挙への立候補を表明するも、のちに出馬を断念した。
2013年2月、渡辺はレスリングが2020年東京オリンピックからの除外競技候補となったことについて、取材で「現役時代は、まさに命がけだった。五輪競技から外れてしまったら、命を取られるような思いだ」と述べ、存続に向けて取り組む意向を示した。
2017年時点では、全日本マスターズレスリング連盟理事を務めながら、後進選手の指導に当たっていた。
2022年10月1日、心臓発作のため東京都内の自宅で死去した。81歳没。訃報は2023年4月15日に日本レスリング協会関係者へのメディアの取材で明らかになっている。

## 「アニマル」に関して
1968年に週刊少年サンデー（小学館）に連載された川崎のぼる作のアマチュアレスリング漫画で、虫プロダクション制作でフジテレビジョンで放映されたテレビアニメ『アニマル1』は、渡辺の代名詞であった“アニマル”がタイトルの由来で、主人公も渡辺をモチーフにしたものである。
1970年、国際プロレス社長の吉原功と日本レスリング協会会長の八田一朗から頼まれ、国際プロレス所属の若手レスラーだった濱口平吾に自らの代名詞であった「アニマル」を授け、リングネームをアニマル浜口と命名した。

## 主な戦績
フリースタイル・フェザー級
全日本レスリング選手権大会
1960年 - 優勝、1961年 - 優勝、1962年 - 優勝、1963年 - 優勝、1964年 - 優勝
レスリング世界選手権
1962年 - 優勝、1963年 - 優勝
夏季オリンピック
1964年東京オリンピック - 優勝